# Mladen Vedriš
Mladen Vedriš (Zagreb, 29. prosinca 1950.), hrvatski političar (HDZ), gospodarstvenik i ekonomski stručnjak

## Životopis
Rođen je 29. prosinca 1950. u Zagrebu. Osnovnu školu te gimnaziju završio je u Zagrebu. Diplomirao je 1973. na Ekonomskom fakultetu Sveučilišta u Zagrebu. Dobitnik je Rektorove nagrade.
Magistrirao je na Sveučilištu u Zagrebu, poslijediplomski studij Financijska teorija i politika, s temom Analiza uzroka porasta javnih rashoda u suvremenom svijetu. Doktorirao je na Ekonomskom fakultetu u Zagrebu 1996., s temom Strukturna politika u funkciji uspostave efikasnog tržišnog gospodarstva Republike Hrvatske. 
U razdoblju 1975. – 1984. bio je zaposlen kao znanstveni istraživač u Centru za istraživanje i migracije, Sveučilište u Zagrebu. Od 1984. zaposlen je u Skupštini Grada Zagreba, u tadašnjem Gradskom komitetu za prostorno uređenje i komunalne poslove. 
Bio je predsjednik Hrvatskoga nogometnog saveza u vrijeme osamostaljenja od Fudbalskog saveza Jugoslavije.
Nakon izbora 1990. izabran je u Skupštini Grada Zagreba za predsjednika onodobnoga Izvršnog vijeća Grada Zagreba. U razdoblju 1990. – 1992. predsjednik je Kriznog štaba Grada Zagreba. Godine 1992. postaje i član Vlade RH (područje urbanog življenja i preustroj državne uprave), a krajem iste godine imenovan je za potpredsjednika Vlade RH, područje gospodarstva. Bio je zastupnik u drugom sazivu Hrvatskog sabora. Od svibnja 1993. do rujna 1995. predsjednik je Hrvatske gospodarske komore.
Polovicom 1990-ih napušta politiku i bavi se ekonomskim i znanstvenim radom.
Nakon znanstveno-istraživačkog rada i usavršavanja u Hrvatskoj i inozemstvu 2004. godine izabran je za naslovnog docenta Ekonomskog fakulteta u Zagrebu za znanstveno područje društvenih znanosti, polje ekonomija, predmet Međunarodna ekonomija. Od svibnja 2005. docent je na znanstvenom području društvenih znanosti, Katedra za ekonomsku politiku Pravnog fakulteta Sveučilišta u Zagrebu. Dosada je objavio niz znanstvenih radova i stručnih članaka te održao brojna predavanja na nizu znanstvenih i javnih tribina.
| Predsjednici Hrvatskog nogometnog saveza | Predsjednici Hrvatskog nogometnog saveza |
| --- | ---------------------------------------- |
| |                                          |
| prof. dr. Milovan Zoričić (1912. – 1914.) • Dimitrije Magarašević (1914.) • Vladimir Očić (1918.) • dr. Milan Graf (1918. – 1919.) • dr. Ivo Kraljević (1939. – 1941.) • dr. Rudolf Hitrec (1941. – 1942.) • Vatroslav Petek (1942. – 1945.) • dr. Rinaldo Čulić (1945.) • Mijo Hršak (1945. – 1946.) • Ratko Viličić (1946. – 1947.) • Lazo Vračarić (1947. – 1950.) • inž. Boris Bakrač (1950. – 1953.) • Vlado Ranogajec (1953. – 1957.) • Mirko Oklobdžija (1957. – 1959.) • Pero Splivalo (1959. – 1965.) • Luka Bajakić (1965. – 1968.) • Bruno Knežević (1968. – 1971.) • Ivan Kolić (1971. – 1976.) • Vlado Bogatec (1976. – 1978.) • Ljubo Španjol (1978. – 1981.) • Željko Huber (1981. – 1982.) • Dušan Veselinović (1982. – 1984.) • Milivoj Ražov (1984. – 1985.) • Adam Sušanj (1985.) • Antun Ćilić (1985. – 1988.) • Paško Viđak (1988. – 1990.) • dr. Mladen Vedriš (1990. – 1994.) • dr. Damir Matovinović (v.d.) (1994. – 1995.) • Đuro Brodarac (1995.) • Nadan Vidošević (1995. – 1996.) • dr. Josip Šoić (1996. – 1997.) • Branko Mikša (1997. – 1998.) • Vlatko Marković (1998. – 2012.) • Davor Šuker (2012. – 2021.) • Marijan Kustić (od 2021.) |                                          |

| Predsjednici Hrvatskog nogometnog saveza | Predsjednici Hrvatskog nogometnog saveza |
| --- | ---------------------------------------- |
| |                                          |
| prof. dr. Milovan Zoričić (1912. – 1914.) • Dimitrije Magarašević (1914.) • Vladimir Očić (1918.) • dr. Milan Graf (1918. – 1919.) • dr. Ivo Kraljević (1939. – 1941.) • dr. Rudolf Hitrec (1941. – 1942.) • Vatroslav Petek (1942. – 1945.) • dr. Rinaldo Čulić (1945.) • Mijo Hršak (1945. – 1946.) • Ratko Viličić (1946. – 1947.) • Lazo Vračarić (1947. – 1950.) • inž. Boris Bakrač (1950. – 1953.) • Vlado Ranogajec (1953. – 1957.) • Mirko Oklobdžija (1957. – 1959.) • Pero Splivalo (1959. – 1965.) • Luka Bajakić (1965. – 1968.) • Bruno Knežević (1968. – 1971.) • Ivan Kolić (1971. – 1976.) • Vlado Bogatec (1976. – 1978.) • Ljubo Španjol (1978. – 1981.) • Željko Huber (1981. – 1982.) • Dušan Veselinović (1982. – 1984.) • Milivoj Ražov (1984. – 1985.) • Adam Sušanj (1985.) • Antun Ćilić (1985. – 1988.) • Paško Viđak (1988. – 1990.) • dr. Mladen Vedriš (1990. – 1994.) • dr. Damir Matovinović (v.d.) (1994. – 1995.) • Đuro Brodarac (1995.) • Nadan Vidošević (1995. – 1996.) • dr. Josip Šoić (1996. – 1997.) • Branko Mikša (1997. – 1998.) • Vlatko Marković (1998. – 2012.) • Davor Šuker (2012. – 2021.) • Marijan Kustić (od 2021.) |                                          |